# Rustam Orujov
Rustam Orujov (n. 4 octombrie 1991, Irkutsk, RSFS Rusă, URSS) este un judocan ce a reprezentat Azerbaidjan, medaliat olimpic. A participat la 3 ediții ale Jocurilor Olimpice (2012, 2016, 2020) în care a câștigat o medalie de argint.